# Sindicat groc
Un sindicat groc és un sindicat dominat parcialment o completament per una empresa, si està limitat als seus assalariats, o per la patronal o un grup d'empresaris, accionistes, etc., si afecta diverses empreses; de manera que la independència del sindicat i la seva capacitat per a defensar els interessos dels treballadors es veuen disminuïdes. Els sindicats grocs són delicte segons el Dret Internacional del Treball, al segon article del Conveni 98 sobre dret de sindicació i negociació col·lectiva, un dels principals convenis de l'Organització Internacional del Treball, i el fet que un empleador pugui exercir qualsevol mena d'influència en algun sindicat de la seva empresa es considera una conducta deslleial a la legislació de molts països. De fet, un sindicat d'empresa sol considerar-se un sindicat groc.
A Espanya, a principi del segle XX van cobrar molta importància. En l'actualitat, algunes empreses han estat acusades de crear i promoure sindicats grocs, com per exemple el Banco Santander. A altres llocs d'Europa també s'ha acusat empreses d'això, com per exemple Siemens, a Alemanya. En altres països la situacio és molt diferent, per exemple al Japó, on hi ha poca consciència de classe i una cultura molt estesa de la lleialtat del treballador envers l'empresa, els sindicats grocs són majoritaris i no estan especialment mal vistos.

## Història
El 24 de setembre de 1899 es realitza una gran manifestació de més de 7.000 persones des de Le Creusot cap a la població de Montchanin, per agrair el suport dels seus habitants durant la vaga dels treballadors de la primera localitat. Les fàbriques metal·lúrgiques de la Societat Schneider, especialitzades en la producció d'acer Bessemer, constituïren durant el segle xix la primera concentració industrial de França. Aquesta societat diversificà la seva implantació industrial amb la construcció de noves fàbriques a Chalon-sur-Saône, a Montchanin i més tard a Le Breuil (Saona i Loira), però les de Le Creusot representaven el cor de la seva gran empresa. Montchanin se situa a mitjan camí entre Le Creusot, vila metal·lúrgica, i Montceau-les-Mines, vila hullera.
Durant trenta anys, entre 1871 i 1899, la pau social s'hi havia establert, facilitada pel creixement econòmic sostingut, la calma dels obrers, satisfets de pertànyer a una gran empresa pionera i pel paternalisme dels dirigents preocupats pel nivell de vida dels seus empleats i de la seva formació professional.
Però el 1898 es produiran un seguit de canvis que capgiraran la situació: els radicals guanyen les eleccions el maig; Eugène II Schneider, nou patró força absorbit per les seves feines a París, accedeix a la presidència de l'empresa; l'afluència de les comandes arrossega una acceleració dels ritmes de feina i, també, la frustració dels treballadors en no rebre els seus salaris.
La qüestió sobre el dret a la sindicació surt a la palestra i entre maig de 1899 i juliol de 1900 les fàbriques i mines de tota la comarca coneixen nombrosos conats de vaga "pel reconeixement del sindicat, per la llibertat de consciència i per la supressió de la policia d'incògnit", especialment entre el 31 de maig i el 2 de juny i entre el 20 de setembre i l'1 d'octubre. Una sentència arbitral signada el 7 d'octubre de 1899 donarà la raó als vaguistes, que desfilaran victoriosament pels carrers de Le Creusot. Poc després la patronal ajudarà a crear els sindicats dissidents, constituïts per obrers favorables als seus interessos i contraris al sindicalisme revolucionari.
Aquest serien coneguts com a sindicats grocs perquè feien servir paper groc per a cobrir les finestres, en lloc del paper vermell que usaven els socialistes. Alguns autors exposen que el color groc es va escollir per ser el predominant a la bandera del Vaticà, volent així expressar el catolicisme dels seus membres, però no és clar. En tot cas, el que és segur és que pretenien diferenciar-se clarament dels altres sindicats, escollint un color diferent del vermell. L'1 d'abril de 1902, Pierre Biétry va fundar la Federació Nacional dels Grocs de França.
A principi del segle XX aquest terme es va començar a estendre arribant fins i tot a Barcelona. Així es varen denominar els sindicats que es varen impulsar des de la patronal i l'església oposats a l'anarcosindicalisme, majoritari a la ciutat.